# Bedulita
Bedulita är en ort och kommun i provinsen Bergamo i regionen Lombardiet i Italien. Kommunen hade 725 invånare (2018).